# Hvalrosø
Hvalrosø (deutsch auch Walrossinsel) ist eine grönländische Insel im Nordost-Grönland-Nationalpark.

## Geographie
Als südlichste Insel der Pendulum Øer liegt Hvalrosø etwa zwei Kilometer südöstlich von Germaniahavn von Sabine Ø und stellt für diesen einen natürlichen Packeisschutz dar. Die kleine Insel hat eine Nord-Süd-Ausdehnung von etwa 1,9 km und eine West-Ost-Ausdehnung von etwa 1,1 km sowie eine Fläche von rund 1,7 km². Das Gelände steigt von der niedrigen Westküste langsam gegen ein steiles, 81 m oder 85 m hohes Kliff im äußersten Nordwesten an. Im Westen der Insel gibt es zwei kleine Seen. An Gesteinen herrscht der Basalt vor.
Hvalrosø liegt am südlichen Ende der Sirius Water Polynja, eines gewöhnlich eisfreien Meeresgebiets zwischen dem Küstenfesteis und dem Packeis, das von Shannon im Norden bis hierher reicht und im Frühjahr eine große Konzentration an Meeressäugern aufweist.

## Geschichte
Als erster Europäer erreichte der Brite Douglas Charles Clavering die Pendulum Øer im Jahr 1823 mit der HMS Griper. Er benannte die Gruppe nach dem Sekundenpendel, mit dem Edward Sabine hier Schwerefeldmessungen ausführte. Die Insel Hvalrosø bekam ihren Namen aber von Carl Koldewey, dem Leiter der Zweiten Deutschen Nordpolar-Expedition, die 1869/70 mit dem Schraubendampfer Germania im nahen Germaniahavn überwinterte, wegen der hier häufig anzutreffenden Walrosse. 1921 errichtete die Østgrønlandske Fangstkompagni im Südosten der Insel eine kleine Depothütte. Sie wurde später auf die Südwestseite umgesetzt und ist heute eine Ruine.
1926 entdeckte die unter Leitung von James Wordie stehende Expedition der Cambridge-Universität nach Ostgrönland auf Hvalrosø Reste einer prähistorischen Siedlung. Eine eingehende Untersuchung erfolgte aber erst im Jahr 2008 im Rahmen der GeoArk-Expedition des Grönländischen Nationalmuseums und des Instituts für Geographie der Universität Kopenhagen durch Bjarne Grønnow.

## Archäologische Funde
Hvalrosø ist eine wichtige archäologische Fundstätte. Vor allem auf den Strandterrassen im Westen der gerade einmal 1,5 km² großen Insel wurden über 2000 steinerne Strukturen wie Zeltringe, Schutzmauern, Speicher verschiedener Größe und Bauart, Pflasterungen und ähnliches gefunden. Die meisten Artefakte konnten der Thule-Kultur zugeschrieben werden. Die Tatsache, dass keine Thule-Winterhäuser wie beispielsweise auf Sabine Ø gefunden wurden, beweist die nur saisonale Besiedlung der Insel durch die Thule-Inuit. Sie kamen offenbar im Frühjahr nach Hvalrosø, wenn die Sirius Water Polynja mit ihrem Reichtum an Robben und Walen es ihnen erlaubte, Fleischreserven für den nächsten Winter anzulegen.
445 Artefakte sind als Wohnstrukturen der Paläo-Eskimos der Independence-I-, der Saqqaq- und der Dorsetkultur identifiziert wurden. Es erscheint möglich, dass einige der Dorsetkultur zugerechnete Strukturen die Basis für Schneehäuser gebildet haben könnten. Die Dorset-Eskimos könnten also auch ganzjährig auf der Insel gelebt haben.